# Sefton Delmer

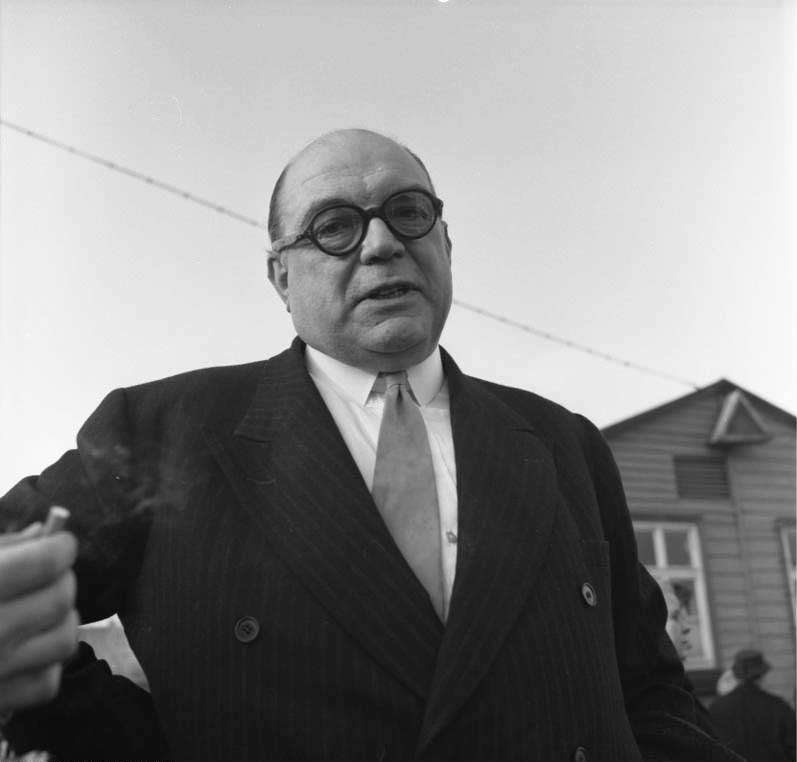
Sefton Delmer als Journalist im Grenzdurchgangslager Friedland bei der Ankunft von deutschen Atomphysikern aus dem sowjetischen Sochumi (Februar 1958)

Denis Sefton „Tom“ Delmer (* 24. Mai 1904 in Charlottenburg, Deutsches Reich; † 4. September 1979 in Lamarsh, Essex, Vereinigtes Königreich) war ein britischer Journalist.

## Leben

### Kindheit
Denis Sefton Delmer wurde als Sohn des australischen Professors für Anglistik Frederick Sefton Delmer und dessen Ehefrau Isabella Mabel geb. Hook in der elterlichen Wohnung in der Kantstraße 36 in Charlottenburg geboren. Sein Vater war Dozent an der Friedrich-Wilhelms-Universität, der zu Beginn des Ersten Weltkriegs als feindlicher Ausländer im Lager Ruhleben interniert wurde. Im Jahr 1917 kamen die Delmers im Rahmen eines Gefangenenaustauschs frei und konnten nach England ausreisen.
In Berlin besuchte Sefton Delmer das Friedrichwerdersche Gymnasium, in London die St Paul’s School und in Oxford das Lincoln College. An Letzterem erreichte er einen nur mäßigen Abschluss in modernen Sprachen. Er sprach bis zum fünften Lebensjahr ausschließlich Deutsch, und wenn er Englisch sprach, war ein leichter deutscher Akzent noch bis 1939 zu hören.

### Korrespondent in Berlin
Nach dem Studium arbeitete Delmer zunächst als freier Journalist und stieg 1927 in die Londoner Redaktion der Tageszeitung Daily Express ein. Ihr Inhaber, Lord Beaverbrook, schickte ihn 1928 als Korrespondenten nach Berlin, wo er Büroleiter des Express wurde. In dieser Funktion lernte er u. a. den Hitler-Sponsor Ernst Hanfstaengl und den Stabschef der SA Ernst Röhm kennen, mit dem er sich anfreundete. Röhm stellte den Kontakt zu Adolf Hitler her, mit dem Delmer als erster britischer Journalist ein Interview führte. Früh erkannte Delmer die außerordentliche Wirkung, die Hitler auf die Deutschen hatte. Er beschrieb die Situation in den Jahren vor der Machtergreifung als „eine Atmosphäre der Unwirklichkeit, […] in der alle Arten von Erweckungspredigern, Scharlatanen, Quacksalbern und Schwindlern gediehen […] Im Februar 1929 erblickte ich zum erstenmal den größten aller Wundermänner dieses illusionshungrigen Volkes: Adolf Hitler“.
Während der Weimarer Zeit berichtete Delmer über die Auswirkungen der Weltwirtschaftskrise auf das Deutsche Reich, die Ära der Präsidialkabinette und den Aufstieg Hitlers. Zu seinen Informationsquellen zählten zahlreiche führende Persönlichkeiten des politischen Lebens – neben Ernst Röhm gut informierte Hintergrundpersonen wie der Nachrichtenmann Walter Bochow oder der Agent Georg Bell.
1935 heiratete Delmer in Paris Isabel Nicholas. In den späteren 1930er Jahren schrieb er als Kriegsberichterstatter Reportagen über den Spanischen Bürgerkrieg. In dieser Funktion fiel er erstmals der New York Times auf, die in Ermangelung eigener Korrespondenten Delmers Schilderungen von Kriegsverbrechen der Nationalisten (Franco-Anhänger) an der Bevölkerung eines Dorfes am Pass von Somosierra zitierte:

„Selbst die Rotkreuz-Fahne, die auf halbmast an einer Hütte steht, ist zerrissen und zerfleddert von Durchschüssen.“

Von 1939 bis zu seiner Rückkehr nach Großbritannien 1940 dokumentierte er als Journalist die Anfangsphase des Zweiten Weltkriegs aus Polen und Frankreich.

### BBC
Delmer arbeitete im Deutschsprachigen Dienst der BBC und hatte dort seinen ersten Auftritt im Rundfunk eine Stunde nach Hitlers scheinbarem Friedensangebot an Winston Churchill am 19. Juli 1940. Delmer verlas zur besten abendlichen Sendezeit einen Kommentar, in dem er zur bedingungslosen Zurückweisung des „Angebots“ aufforderte. Er sprach darin Hitler direkt an und ließ ihn wissen, dass er sich trotz seiner augenblicklichen Erfolge bald „zu Tode erobern“ würde. „Conquering himself to death“, ein Ausdruck, den Delmer während des Ersten Weltkriegs in Berlin gehört hatte, wurde zu einer festen Redewendung innerhalb der BBC. Delmers unverblümte Zurückweisung Hitlers hatte ein politisches Nachspiel im britischen Parlament; die BBC stärkte ihm den Rücken, und wenig später wurde er zum beliebtesten Autor der deutschen Sendungen. Die Times druckte einen Leserbrief vom 11. September 1941 ab, in dem der Vizechef der BBC Stephen Tallents für das deutsche Programm der BBC warb und Sefton Delmer als feste Größe herausstellte: „Ich lade jeden, der der BBC unterstellt, die Propaganda gegen die Deutschen hätte einen ‚zu intellektuellen und literarischen Anstrich‘, ein, doch einmal reinzuhören, etwa in das Programm der Frau Wernicke, einer fiktiven Hausfrau in Berlin, die manche in Deutschland heute besser kennen als manche britischen Staatsmänner. Oder hören Sie sich Mr. Sefton Delmer an, immer Dienstag Abend um 9, wie er auf Hans Fritzsches Sendung zwei Stunden zuvor antwortet.“

### Tätigkeit bei britischen Propagandasendern
Von 1941 bis 1945 war Delmer mit Aufbau und Leitung mehrerer deutschsprachiger Propagandasender befasst, mit denen die britische Regierung die Stimmung innerhalb der deutschen Bevölkerung zu ihren Gunsten beeinflussen wollte. Diese im Auftrag der Political Warfare Executive betriebenen Sender befanden sich auf dem Land in einem fabrikartigen Gebäude im Dorf Milton Bryan in Central Bedfordshire. Zunächst wurde mehr als zwei Jahre lang bis Oktober 1943 der Tarnsender Gustav Siegfried 1 betrieben, der unter der zivilen Hörerschaft in Deutschland Zweifel am Naziregime wecken sollte, indem er unter anderem das ausschweifende Leben von Parteibonzen drastisch darstellte und den Gegensatz zum angeblich redlichen Alltag der dem Führer treu ergebenen Volksmassen herausstellte. Ihm folgten der Soldatensender Calais, der sich an die deutschen Soldaten in Heer und Luftwaffe wandte, sowie der Kurzwellensender Atlantik, dessen Zielgruppe die deutsche Kriegsmarine war. Die Programme der Tarnsender stellten den Kriegsverlauf aus britischer Sicht dar und lieferten so ein Gegenbild zur NS-Propaganda. Gezielt eingestreute Falschinformationen sollten die Glaubwürdigkeit der Naziführung erschüttern. Um die Tarnung nicht aufs Spiel zu setzen, wurde über nationalsozialistische Kriegsverbrechen nicht berichtet. Zu den Mitarbeitern des Senders gehörten insbesondere emigrierte deutsche Journalisten wie Frank Lynder, Hanns Reinholz und Peter Seckelmann, dann der saarländische Exil-Politiker Max Braun sowie später auch der spätere Verfassungsschutzpräsident Otto John, der jedoch nach Angaben Lynders nur Archivarbeiten verrichtete. In Deutschland fanden Delmers Sender – obwohl das Hören von „Feindsendern“ streng verboten war – eine beträchtliche Hörerschaft.

### Nach dem Zweiten Weltkrieg
Unmittelbar nach dem Zweiten Weltkrieg baute Delmer mit einem Stab von Redakteuren und Archivkräften aus London sowie mit Hilfe von Mitarbeitern des Marinenachrichtendienstes in Flensburg-Mürwik die erste Nachrichtenagentur Deutschlands auf. Dieser German News Service erhielt später den deutschen Namen Deutscher Pressedienst. Zudem leitete Delmer nach dem Krieg noch fünfzehn Jahre lang das Auslandsressort des Daily Express. Insbesondere seine kritischen Artikel über Reinhard Gehlen, den Gründer der Organisation Gehlen, riefen internationales Aufsehen hervor. 1959 zog er sich schließlich nach Differenzen mit Beaverbrook ins Privatleben zurück. Seinen Ruhestand verbrachte er in Lamarsh in der Grafschaft Essex. Während dieser Zeit legte er noch einige umfangreiche Erinnerungsbücher vor.
In rechtsextremen Kreisen wird Delmer bis heute unter Berufung auf die Memoiren von Friedrich Grimm eine Äußerung zugeschrieben, laut der ein namentlich nicht genannter Brite oder Franzose die gezielte Lancierung falscher Gräuelmeldungen und -berichte über das nationalsozialistische Deutschland eingeräumt haben soll.

## Wirken
Delmer war ein kreativer Kopf, der sein journalistisches Handwerk verstand, das Lavieren zwischen Wahrheit und Fiktion beherrschte, Propaganda fein dosiert und glaubhaft einsetzte, Illusion erzeugte und die Grenze zwischen Schein und Wirklichkeit mit Geschick in seinen Sendungen so verschob, dass eine desorientierende Wirkung bei seiner Hörerschaft, deutschen Soldaten der Hitlerarmee und zivilen Schwarzhörern, eintrat. Sein Gespür und Talent ermöglichten eine neue Form der Propaganda, die wahre und unwahre Informationen glaubhaft verpackt über das Medium Rundfunk verbreitete. Zupass kamen ihm dabei sein akzentfreies Deutsch und seine langjährige Kenntnis der deutschen Mentalität und der nationalsozialistischen Ideologie.

## Schriften (Auswahl)
- Die Deutschen und ich, autorisierte Übersetzung aus dem Englischen von Gerda von Uslar. Nannen, Hamburg 1962. Im Englischen als Trail Sinister (Band 1) und Black Boomerang (Band 2). Secker and Warburg, London 1961/1962.
- Krieg im Aether: Geheimsender gegen Hitler. Buchclub Ex Libris, Zürich 1963.
- Weimar Germany. Democracy on trial. Macdonald, London 1972.
- Die Geisterarmee: oder, Die Invasion, die nicht stattfand. Aus dem Englischen von Hansheinz Werner. Praeger, München 1972.